# Cynthia McClintock
Cynthia McClintock (Nueva York, 28 de abril de 1945) es una profesora en la Universidad George Washington y autora estadounidense. Forma parte de la junta directiva del Centro para la Política Internacional. De 1994 a 1995 fue presidenta de la Latin American Studies Association. Es experta en las relaciones entre Perú y Estados Unidos, en asuntos andinos, el narcotráfico y el grupo rebelde Tupac Amaru.
McClintock creció en la ciudad de Nueva York, donde se graduó en la Chapin School. Obtuvo una licenciatura en Inglés en la Universidad de Harvard (1967), una maestría en Ciencias Políticas en la Universidad de California en Los Ángeles (1968) y un doctorado en Ciencias Políticas en el Instituto Tecnológico de Massachusetts (1976).
Su especialización se centra en la política latinoamericana, la política de Estados Unidos hacia América Latina y Perú. Fue miembro del Consejo de la Asociación Americana de Ciencia Política de 1998 a 2000 y presidió su Sección de Democratización Comparada. Entre 2003 y 2005 fue becaria en la Escuela de Asuntos Públicos e Internacionales Woodrow Wilson.
Ha recibido becas del Instituto de Paz de los Estados Unidos, Fulbright, el Consejo de Investigación en Ciencias Sociales y el Centro Internacional para Académicos Woodrow Wilson. Ha testificado ante el Subcomité de Asuntos del Hemisferio Occidental de la Cámara de Representantes de los Estados Unidos y ha aparecido en programas como News Hour with Jim Lehrer, CNN Internacional, CNN en Español, National Public Radio y The Diane Rehm Show.